# Francinópolis
Francinópolis est une municipalité brésilienne située dans l'État du Piauí.